# 中型尖额蚤
中型尖额蚤（学名：Alona intermedia）为盘肠蚤科尖额蚤属的动物。分布于欧洲、美洲、非洲、台湾岛以及中国大陆的广东、广西、浙江、江苏、湖北、四川、山东、河北、贵州、青海、西藏、新疆等地，属于广温性种类。其常见于湖泊的沿岸、水塘和沟渠内。
其种加词“intermedia”意为“中型的”。